# Ange Postecoglou
Angelos Postekos (født 27. august 1965), kendt som Ange Postecoglou, er en australsk fodboldtræner, og tidligere fodboldspiller, som senest var træner for Premier League-klubben Tottenham Hotspur.

## Spillerkarriere
Postecoglu spillede som forsvarsspiller i sin karriere og tilbragte hele sin spillerkarriere med South Melbourne. Han var i sin tid med klubben med til at vinde to mesterskaber. Han måtte dog stoppe sin spillerkarriere i en alder af bare 27 på grund af en knæskade.
Han spillede i en årrække under træner Ferenc Puskás, og Postecoglou har senere sagt, at han har baseret sine taktikker på dem som Puskás brugte.

## Landsholdskarriere
Postecoglou spillede fire kampe for Australiens landshold mellem 1986 og 1988.

## Trænerkarriere

### Tidlige karriere
Efter at have stoppet spillerkarrieren, så indtog Postecoglou rollen som assistenttræner hos South Melbourne. Han blev i 1996 forfremmet til cheftræner. Han ledte i sine fire år med klubben dem til at vinde to yderligere mesterskaber.
Postecoglou blev i 2000 hyret som træner for Australiens ungdomslandshold. Efter at det ikke lykkedes for Australiens U/20-hold at kvalificere sig til U/20 VM i 2006, deltog Postecoglou i et interview med kommentatoren Craig Foster, hvilke udviklede sig til at argument som gik viralt, efter at Foster opfordrede Postecoglou til at trække sig som træner. Kort efter dette, så blev han i februar 2007 fyret.
Postecoglou følte, at interviewet med Foster havde skadet hans chancer om at finde et job så meget, at han valgte at tage til Grækenland som træner for klubben Panachaiki.

### Brisbane Roar
Postecoglou blev i oktober 2009 givet chancen til at vende tilbage til topfodbold i Australien, da han blev hyret som træner for A-League klubben Brisbane Roar. Hans tid med klubben var en stor succes, da han ledte dem til at vinde to mesterskaber i streg, før han i april 2012 sagde op.

### Melbourne Victory
Postecoglou blev to dage efter han havde forladt Brisbane hyret af Melbourne Victory. Han ledte dem til semifinalen i sin ene sæson med klubben.

### Australien
Postecoglou blev oktober 2013 hyret som Australiens landstræner. Han ledte dem under VM 2014, og på trods af at Australien tabte alle tre kampe i gruppespillet, så imponerede de ved at give stor modstand til Holland og Chile, som begge var markant højere rankeret end Australien.
Han ledte herefter holdet under AFC Asian Cup 2015, og vandt turneringen da de slog Sydkorea i finalen. Australien vandt hermed deres første Asian Cup nogensinde.
Han ledte Australien til at kvalificere sig til VM 2018, men valgte i november 2017 at trække sig som landstræner.

### Yokohama F. Marinos
Postecoglou blev hyret af japanske Yokohama F. Marinos i december 2017. Han ledte klubben til at vinde deres første mesterskab i 15 år i 2019.

### Celtic
Postecoglou blev i juni 2021 hyret af Celtic. I sine to sæsoner med klubben, ledte han dem til at vinde mesterskabet i begge.

### Tottenham Hotspur
Postecoglou skiftede i juni 2023 til Tottenham Hotspur, og blev hermed den første australske træner i Premier League nogensinde.
I sin anden sæson med klubben førte Postecoglu Tottenham til deres første trofæ i 17 år, da de vandt 1-0 over Manchester United i Europa League-finalen. På trods af denne sejr, så blev han fyret ved sæsonens udgang på grund af klubbens skuffende sæson i ligaen, hvor de havde sluttet på 17. pladsen.

## Privat
Postecoglou blev født i Athen, Grækenland, men flyttede med sin familie til Melbourne da han var fem år gammel.